# Enqueleus
Els enqueleus (en llatí Encheleis, en grec antic Ἐγχέλιοι) eren una tribu d'Il·líria que vivia al sud dels taulantis, segons Hecateu. Escílax de Carianda diu que vivien al nord d'Epidamne i dels taulantis.
Aquest poble està relacionat, segons la mitologia grega amb l'heroi grec Cadme. Cap al final de la seva vida, Cadme i Harmonia van decidir abandonar Tebes i exiliar-se a Il·líria, al país dels enqueleus. Aquest poble havia estat atacat pels il·liris, i l'oracle els havia dit que guanyarien els seus enemics si tenien al seu costat en la lluita Cadme i Harmonia. Van sortir vencedors, i Cadme va ser rei dels il·liris, i va tenir un fill amb Harmonia, Il·liri.